# Юксел Ахмедов
Юксел Ахмедов Ахмедов с псевдоним Юки е български музикант и композитор.

## Биография
Роден е на 7 април 1954 г. в град Видин. Завършва Държавната консерватория в София. Между 1974 – 1975 г. е певец в група „Стил“, след това се премества да пее в група „Рондо“ и в оркестър „Метроном“. В периода 1976 – 1978 г. свири в „Диана Експрес“. От 1978 до 1988 г. пее в група „Фоноекспрес“. След това до 1998 работи в група „Кукери“. Между 1998 и 2002 г. е композитор и тонрежисьор в дигитално звукозаписно студио за етническа музика към Музикална къща „Сарай“. Умира на 28 юни 2011 г.